# Skeletá
Skeletá är det svenska hårdrocksbandet Ghosts sjätte studioalbum; det gavs ut den 25 april 2025. I maj 2025 nådde albumet första plats på bland annat Billboard 200 och Sverigetopplistan.

## Låtlista
| Nr           | Titel                 | Längd |
| ------------ | --------------------- | ----- |
| 1.           | Peacefield            | 5:40  |
| 2.           | Lachryma              | 4:36  |
| 3.           | Satanized             | 3:56  |
| 4.           | Guiding Lights        | 3:24  |
| 5.           | De Profundis Borealis | 4:32  |
| 6.           | Cenotaph              | 4:17  |
| 7.           | Missilia Amori        | 4:31  |
| 8.           | Marks of the Evil One | 4:15  |
| 9.           | Umbra                 | 5:31  |
| 10.          | Excelsis              | 6:01  |
| Total längd: | Total längd:          | 46:43 |

## Medverkande
- Papa V Perpetua
- A Group of Nameless Ghouls